# 丸山史朗
丸山 史朗（まるやま しろう、1962年7月19日 - ）は、日本のミュージシャン、ギタリスト。本名同じ。東京造形大学卒。

## 経歴
- 1988年 - 7人組のファンクロックバンドFLYING KIDSを結成しギターを担当。
- 1989年 2月 - 後に人気深夜番組となる『三宅裕司のいかすバンド天国』に同バンドで出演。初代グランドキングになる。
- 1990年 4月 - 『幸せであるように』でメジャーデビュー。
- 1998年 2月 - FLYING KIDS解散。以降、サポートとして、大竹英二(ハーモニカ)、LAVA(DJ)、渡野辺マント、平井堅、高橋直純、SWING-Oなど、様々なアーティストのライブ、レコーディングに参加。新たなバンドを結成し独自の音楽活動を開始。
  - 高武丸 - 高田正則（ギター、パーカッション）、武藤祐生（バイオリン）とともに結成。
  - マルサンズ - 小出美智子（ボーカル）、熊田央（ドラム）、Tag（サックス）、種石幸也（ベース）とともに結成。
- 2007年 8月18日 - 『RISING SUN ROCK FESTIVAL 2007 in EZO』にて、浜谷淳子を除くオリジナルメンバー6人でFLYING KIDSを再結、バンドとしての活動を再開。
- 2015年 - FLYING KIDSの活動に加え、講師を勤める千葉県柏市にある音楽教室 ワールドビーツ・ミュージックスクールの講師陣で結成されたアニマルジを結成。
  - アニマルジ - 中島有美（ボーカル）、帆足昌太（ベース）、渡野辺良太（ドラム）